# Красное Сущёво
Красное Сущёво — деревня в Суздальском районе Владимирской области России, входит в состав Новоалександровского сельского поселения.

## География
Деревня расположена на берегу реки Рпень в 12 км на юго-восток от центра поселения села Новоалександрово и в 3 км на север от города Владимир.

## История
В конце XIX века Красное Сущёво составляло один населённый пункт с деревней Сущёво и входило в состав Богословской волости Владимирского уезда. В Списке населенных мест Владимирской губернии 1905 года указан отдельный населённый пункт сельцо Сущёво, включавшее 30 дворов, в 1926 году в сельце Сущёво числилось 36 хозяйств.
С 1929 года деревня входила в состав Красносельского сельсовета Владимирского района и была переименована в Красное Сущёво, с 1959 года — в составе Сновицкого сельсовета, с 1965 года — в составе Суздальского района.

## Население
| 1905 | 1926 |
| ---- | ---- |
| 143  | 172  |

| 1905 | 1926 | 2002 | 2010 | 2021 |
| ---- | ---- | ---- | ---- | ---- |
| 143  | ↗172 | ↘45  | ↗64  | ↗66  |